# Turbina Kaplan

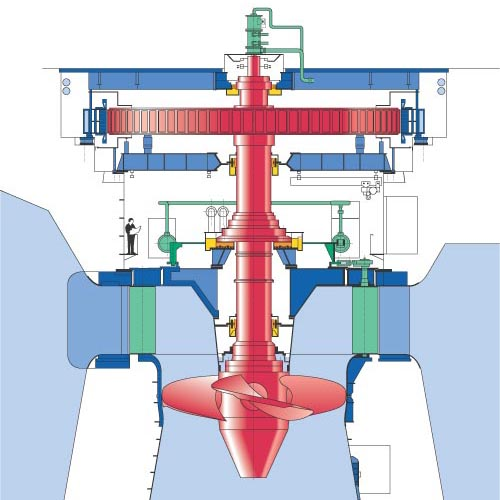
Una turbina Kaplan vertical.

Las turbinas Kaplan son unas de las más eficientes turbinas de agua de reacción de flujo axial, con un rodete que funciona de manera semejante a la hélice del motor de un barco, y deben su nombre a su inventor, el austriaco Viktor Kaplan. Se emplean en saltos de pequeña altura y grandes caudales. Las amplias palas o álabes de la turbina son impulsadas por agua a alta presión liberada por una compuerta. 
Los álabes del rodete en las turbinas Kaplan son siempre regulables y tienen la forma de una hélice, mientras que los álabes de los distribuidores pueden ser fijos o regulables. Si ambos son regulables, se dice que la turbina es una turbina Kaplan verdadera; si solo son regulables los álabes del rodete, se dice que la turbina es una turbina Semi-Kaplan. Las turbinas Kaplan son de admisión axial, mientras que las semi-Kaplan puede ser de admisión radial o axial.
Para su regulación, los álabes del rodete giran alrededor de su eje, accionados por unas manijas, que son solidarias a unas bielas articuladas a una cruceta, que se desplaza hacia arriba o hacia abajo por el interior del eje hueco de la turbina. Este desplazamiento es accionado por un servomotor hidráulico, con la turbina en movimiento.
Las turbinas de hélice, de funcionamiento y forma similar a las Kaplan, se caracterizan porque tanto los álabes del rodete como los del distribuidor son fijos, por lo que solo se utilizan cuando el caudal y el salto son prácticamente constantes. La regulación electrónica de una turbina hélice (regulación de velocidad del rotor) permite lograr puntos de operación con poca agua que no se pueden lograr con una turbina Kaplan.